# بريمية نوغوشية
بريمية نوغوشية (الاسم العلمي:Leptospira noguchii) هي نوع من البكتيريا تتبع جنس البريمية من فصيلة نظيرات البريمية.